# Thomas Meyer (Anthroposoph)
Thomas Meyer (* 1950 in Basel) ist ein Schweizer Publizist, Verleger und Anthroposoph.

## Leben
Nach dem Besuch des Humanistischen Gymnasiums studierte er Philosophie, Germanistik und Anglistik. Er unterrichtete als Lehrer an einer Waldorfschule. Seit 1985 ist er als freier Publizist tätig; er gab unter anderem den Nachlass von Walter Johannes Stein heraus. 1990 gründete er den Perseus Verlag, wo er etwa die Werke Karl Heyers und Barbro Karléns sowie seit November 1996 die Monatszeitschrift Der Europäer herausgibt.

## Werke

### Als Autor
- D.N. Dunlop. Ein Zeit- und Lebensbild. Mit einem Nachwort von Owen Barfield. Verlag am Goetheanum, Dornach 1987; 2., erweiterte Auflage. Perseus, Basel 1995, ISBN 3-907564-22-7.
- Ichkraft und Hellsichtigkeit. Der Tao-Impuls in Vergangenheit und Zukunft. Pegasus, Basel 1988; 2., erweiterte Auflage ebenda 2003, ISBN 3-907564-36-7.
- Die Bodhisattvafrage (mit zwei Vorträgen von Elisabeth Vreede). Pegasus, Basel 1989.
- Ludwig Polzer-Hoditz. Ein Europäer. Perseus, Basel 1994; 2., erweiterte Auflage ebenda 2008, ISBN 3-907564-17-0.
- Der unverbrüchliche Vertrag. Roman zur Jahrtausendwende. Perseus, Basel 1998, ISBN 3-907564-23-5.
- Pfingsten in Deutschland. Ein Hörspiel um die deutsche Schuld. Perseus, Basel 2001, ISBN 3-907564-56-1.
- Der 11. September, das Böse und die Wahrheit. Fakten, Fragen, Perspektiven. Perseus, Basel 2004, ISBN 3-907564-39-1.
- Rudolf Steiners „eigenste Mission“. Ursprung und Aktualität der geisteswissenschaftlichen Karmaforschung. Perseus, Basel 2009, ISBN 978-3-907564-71-4.

### Als Herausgeber
- Walter Johannes Stein: Der Tod Merlins. Das Bild des Menschen in Mythos und Alchemie. Mit Lebenserinnerungen und einer Bibliographie. Verlag am Goetheanum, Dornach 1984
- W.J. Stein / Rudolf Steiner: Dokumentation eines wegweisenden Zusammenwirkens. Verlag am Goetheanum, Dornach 1985; 2. A. Perseus, Basel 2009, ISBN 978-3-907564-72-1
- Helmuth von Moltke 1848–1916. Dokumente zu seinem Leben und Wirken (mit Andreas Bracher). 2 Bände Perseus, Basel 1993
  - Band 1: Briefe an Eliza von Moltke 1877–1915, mit Schilderungen von Reisen mit dem älteren Moltke. Briefe und Dokumente zu Kriegsausbruch und Kriegsschuldfrage. Moltke im Ersten Weltkrieg. 2. A. 2005, ISBN 3-907564-15-4
  - Band 2: Briefe von Rudolf Steiner an Helmuth und Eliza von Moltke. Post-mortem-Mitteilungen Helmuth von Moltkes. 2. wesentl. erw. A. 2007, ISBN 3-907564-45-6
- Ein Leben für den Geist. Ehrenfried Pfeiffers (1899–1961) Erinnerungen und Aufzeichnungen zur Ernährung, Kristallisation, Ätherisation des Blutes. Perseus, Basel 1999, ISBN 3-907564-31-6
- Ludwig Polzer-Hoditz: Schicksalsbilder aus der Zeit meiner Geistesschülerschaft. Perseus, Basel 2000, ISBN 3-907564-52-9
- Mabel Collins: Geschichte des Jahres – The story of the year. Perseus, Basel 2001, ISBN 3-907564-35-9
- Norbert Glas: Erinnerungen an Rudolf Steiner und unveröffentlichte Betrachtungen aus dem Nachlass. Perseus, Basel 2001, ISBN 3-907564-57-X
- Mabel Collins: Light on the Path – Licht auf dem Weg. Kommentiert von Rudolf Steiner. Perseus, Basel 2003, ISBN 3-907564-34-0
- „Brückenbauer müssen die Menschen werden“. Rudolf Steiners und Helmuth von Moltkes Wirken für ein neues Europa. Perseus, Basel 2004, ISBN 3-907564-38-3
- Laurence Oliphant: Wenn ein Stein ins Rollen kommt... Aufzeichnungen eines Abenteurers, Diplomaten und Okkultisten. Perseus, Basel 2004, ISBN 3-907564-40-5
- Der Briefwechsel Ralph Waldo Emerson–Herman Grimm und die Bildung von Post-mortem-Gemeinschaften. Perseus, Basel 2007, ISBN 3-907564-43-X